# PGC 17976
LEDA/PGC 17976 ist eine Linsenförmige Galaxie vom Hubble-Typ S0 im Sternbild Hase am Südsternhimmel, die schätzungsweise 124 Millionen Lichtjahre von der Milchstraße entfernt ist. Gemeinsam mit vier weiteren Galaxien bildet sie die IC 438-Gruppe oder LGG 134.

Im selben Himmelsareal befinden sich u. a. die Galaxien NGC 2089, IC 438, IC 2143, IC 2151.